# Helius (Helius) cavernicolus
Helius (Helius) cavernicolus is een tweevleugelige uit de familie steltmuggen (Limoniidae). De soort komt voor in het Oriëntaals gebied.